# Giuseppe Galvanin
Giuseppe Galvanin (Vicenza, 1º aprile 1938) è un ex calciatore italiano.

## Carriera
Ha disputato cinque campionati di Serie B, dal 1958 al 1960 con il Marzotto Valdagno, nell'annata 1962-1963 con la Lazio (3 presenze all'attivo nella stagione che vede la promozione in massima serie dei biancocelesti, senza venire confermato per l'annata seguente) e dal 1964 al 1966 col Trani nelle uniche due apparizione della compagine pugliese in cadetteria.
Ha totalizzato complessivamente 86 presenze in Serie B mettendo a segno 6 reti, tutte con la maglia del Trani.